# أولاينكا ساني
أولاينكا ساني (بالإنجليزية: Olayinka Sanni) مواليد 21 أغسطس 1986 في شيكاغو هايتس، هي لاعبة كرة سلة أمريكية. بدأت مسيرتها الاحترافية في سنة 2008. تم اختيارها من قبل فريق ديترويت شوك خلال الدرافت. يبلغ طولها 6 قدم 2 بوصة (1.9 م).

## المسيرة الاحترافية
لعبت مع ديترويت شوك في موسم 2008–2009، ثم لعبت مع تلسا شوك في سنة 2010، ثم لعبت مع فينيكس ميركوري في سنة 2011.

## إحصائيات المسيرة

### الموسم الاعتيادي
| السنة   | الفريق         | لعب | بدأ | دقيقة | ميداني% | ثلاثية | حرة  | ارتداد | صنع | استلاب | تصدي | نقطة |
| ------- | -------------- | --- | --- | ----- | ------- | ------ | ---- | ------ | --- | ------ | ---- | ---- |
| 2008    | ديترويت شوك    | 31  | 9   | 10.5  | .500    | .000   | .649 | 2.1    | 0.2 | 0.4    | 0.2  | 3.4  |
| 2009    | ديترويت شوك    | 31  | 1   | 9.6   | .480    | .000   | .694 | 1.8    | 0.5 | 0.4    | 0.2  | 3.8  |
| 2011    | فينيكس ميركوري | 14  | 0   | 5.2   | .667    | .000   | .333 | 0.7    | 0.0 | 0.2    | 0.1  | 1.6  |
| المسيرة |                | 76  | 10  | 9.2   | .503    | .000   | .646 | 1.7    | 0.3 | 0.3    | 0.2  | 3.3  |

## روابط خارجية
- أولاينكا ساني على موقع الاتحاد الدولي لكرة السلة (الإنجليزية)
- أولاينكا ساني على موقع الاتحاد الوطني لكرة السلة النسائية (الإنجليزية)
- أولاينكا ساني على موقع كرة السلة الأوروبية.كوم (الإنجليزية)
- أولاينكا ساني على موقع كلية كرة السلة في سبورتس رفرنس.كوم (الإنجليزية)
- أولاينكا ساني على موقع بروبوليرز (الإنجليزية)
- أولاينكا ساني على موقع سبورتس رفرنس (الإنجليزية)